# Wolfheart
Wolfheart är en skiva av gothic metal-bandet Moonspell, inspelad 1995.

## Låtlista
1. Wolfshade (A Werewolf Masquerade)
2. Love Crimes
3. ...Of Dream and Drama (Midnight Ride)
4. Lua d'Inverno
5. Trebaruna
6. Vampiria
7. An Erotic Alchemy
8. Alma Mater
9. Ataegina (Digipack bonus track)